# Life (utwór muzyczny Toše Proeskiego)
Life (mac.: Angeł si ti) – utwór macedońskiego wokalisty Tosze Proeskiego, nagrany i wydany w formie singla w 2004 oraz umieszczony na czwartym albumie studyjnym artysty pt. Dan za nas. Piosenkę napisali Damjan Lazarew, Irena Dukić i Jowan Jowanow. 

## Historia utworu

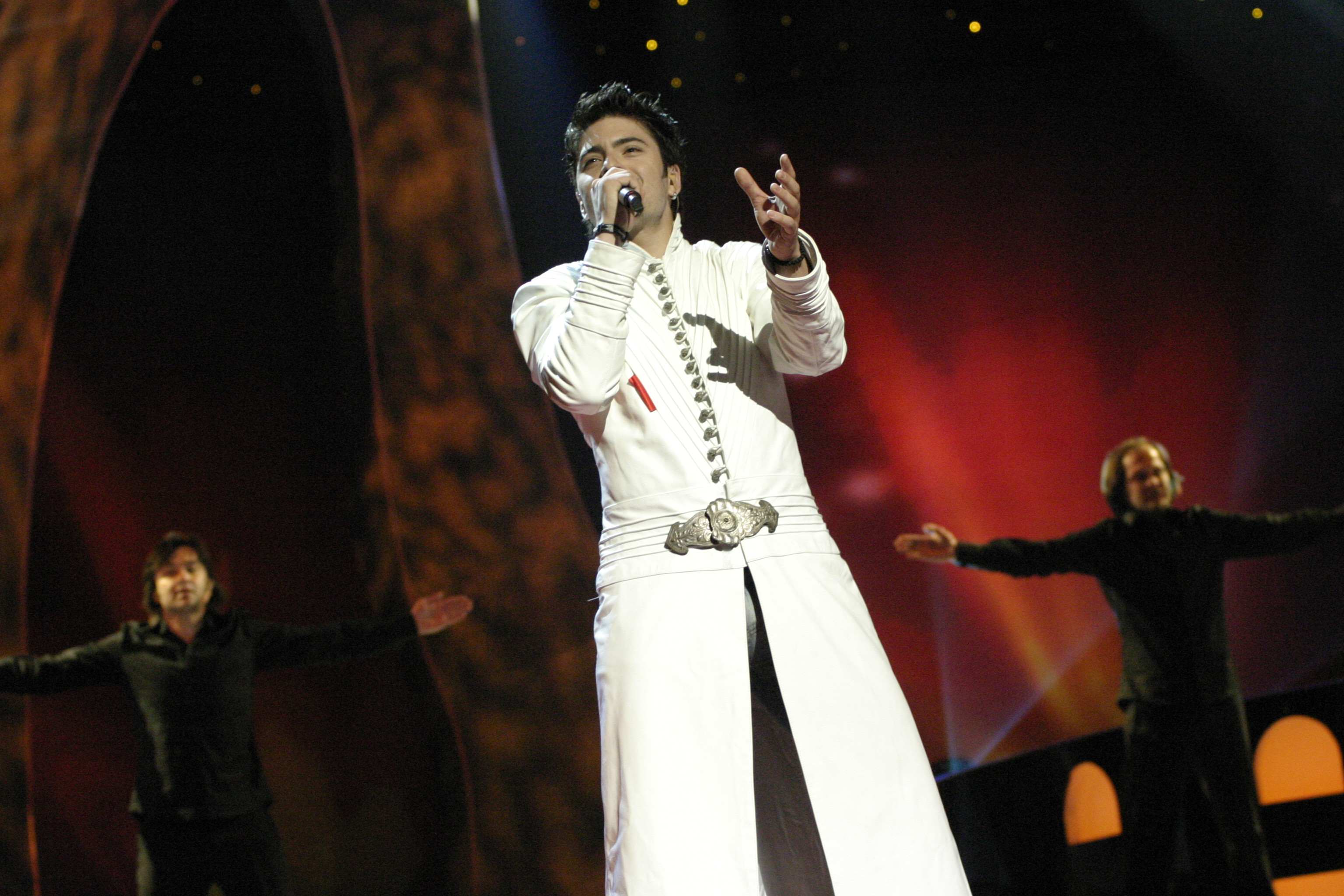
Tosze Proeski podczas wykonania utworu w finale 49. Konkursu Piosenki Eurowizji w Stambule, maj 2004

Utwór został napisany i nagrany w 2004, tekst w języku macedońskim i angielskim stworzyli Damjan Lazarew i Irena Dukić, natomiast muzykę skomponował Jowan Jowanow, odpowiedzialny też za mastering. Miks numeru wykonał Tjeerd van Zanen. Producentami oraz aranżerami całości zostali Aleksandar i Hristijan Masewscy. Aleksandar nagrał także chórki do piosenki wraz z Tamarą Todewską. Sesja nagraniowa odbyła się w studiu Wisselloord Studios w Holandii.
W marcu 2004 został nakręcony oficjalny teledysk do utworu, premiera wideoklipu odbyła się pod koniec miesiąca. Koszty nagrania klipu szacuje się na ok. 65 tys. euro.
Utwór reprezentował Macedonię podczas 49. Konkursu Piosenki Eurowizji w 2004, wygrywając specjalny koncert selekcyjny, w którym wybierana była konkursowa propozycja dla Tosze Proeskiego, reprezentanta wybranego wewnętrznie przez telewizję publiczną. Piosenka „Angeł si ti” zdobyła w finale eliminacji łącznie 256 punktów (od telewidzów, komisji jurorskiej oraz samego wokalisty), dzięki czemu została wybrana na eurowizyjną propozycję kraju. W maju utwór został zaprezentowany przez wykonawcę w angielskiej wersji językowej i awansował z 10. miejsca do finału, w którym zajął 14. miejsce po zdobyciu 47 punktów, w tym najwyższej noty (12 punktów) z Serbii i Czarnogóry.